# أولينا
أولينا، (بالإنجليزية: Oliena)‏، (سردينيا: Ulìana)، هي بلدية في مقاطعة نوورو، سردينيا، إيطاليا.

## السكان
في سنة 1861 بلغ عدد السكان 3٬138 نسمة، وتطور العدد ليصل في سنة 2011 لـ 7٬355 نسمة.
يظهر هذا المخطط البياني تطور النمو السكاني لـ أولينا

## أعلام
- جيانفرانكو زولا